# Oberkatz
Oberkatz (Rhöner Platt: Öberkatz) ist ein Ortsteil der Stadt Kaltennordheim im Landkreis Schmalkalden-Meiningen im Südwesten von Thüringen.

## Geografie
Oberkatz ist der östlichste Stadtteil der Stadt Kaltennordheim, welche der Verwaltungsgemeinschaft Hohe Rhön angehört.
Der Ort liegt im Katzgrund, der nach der etwas oberhalb des Ortes entspringenden Katza benannt ist.
Südwestlich des Ortes erhebt sich die Diesburg, von welcher der Rhön-Rennsteig-Wanderweg auf dem Rücken der Hohen Löhr auf die südöstlich des Ortes gelegene Hohe Geba führt.

### Nachbarorte
Stepfershausen im Osten, Rhönblick im Süden, Aschenhausen im Westen, Kaltennordheim im Nordwesten, Oepfershausen im Norden, Unterkatz im Nordosten

## Geschichte
Erstmals wurde das Dorf im Jahr 874 erwähnt, es soll aus mehreren Rittergütern entstanden sein. Vermutlich gehörten die Katzorte bereits 1297 zum Amt Sand. Auch um 1350 wird Oberkatz als zum Amt Friedelshausen bzw. zum Amt Sand gerechnet.
Neben den Grafen von Henneberg hatten hier folgende Adelsfamilie Besitzungen im Ort: die Marschalk von Marisfeld, die Herren von Teufel, von Bratten, von Hohnberg, von Helba, von Buttlar, von Dietsch, von Strauch, von der Keer, von Herda und von Auerochs sowie die Klöster Frauenbreitungen und Sinnershausen. Früher stand dicht am Ort die „Wolfsburg“. Sie wurde von Eberhard von der Keer 1380 neu aufgebaut und befestigt, aber bereits 1397 von den Fürsten als Raubritterschloss zerstört. Als aber die von der Keer 1412 in das Hoheitsgebiet des Bischofs von Würzburg mit Gewalt eingefallen waren, ließ Bischof Johann diese Burg von seinen Söldnern erobern und erneut zerstören. Später wurde sie wieder aufgebaut und endgültig im Bauernkrieg zerstört.
Oberkatz war 1617–1692 von Hexenverfolgungen betroffen: Fünf Frauen gerieten in Hexenprozesse, zwei wurden hingerichtet, eine mit Landesverweis bestraft. Das erste Opfer war 1619 Barbara, Georg Öhmels Frau.
Von 1592 bis 1829 gehörte Oberkatz weiterhin zum Amt Sand, welches ab 1680 im Herzogtum Sachsen-Meiningen lag. Das Marktrecht erhielt Oberkatz im Jahr 1705 durch den Meininger Herzog Bernhard I. (Sachsen-Meiningen). Damals wurden Viehmärkte durchgeführt.
1829 bis 1869 gehörte der Ort zum Verwaltungsamt Wasungen, von 1869 bis 1872 zum Verwaltungsamt Meiningen, danach zum Landkreis Meiningen, ab 1952 zum Kreis Meiningen und seit 1994 zum Landkreis Schmalkalden-Meiningen.
Am 1. Januar 2019 wurde Oberkatz zusammen mit sechs weiteren Orten der Verwaltungsgemeinschaft Hohe Rhön in die Stadt Kaltennordheim eingemeindet. Oberkatz ist der einzige Kaltennordheimer Ortsteil, der vor 1950 nicht zum Landkreis Eisenach gehört hat.

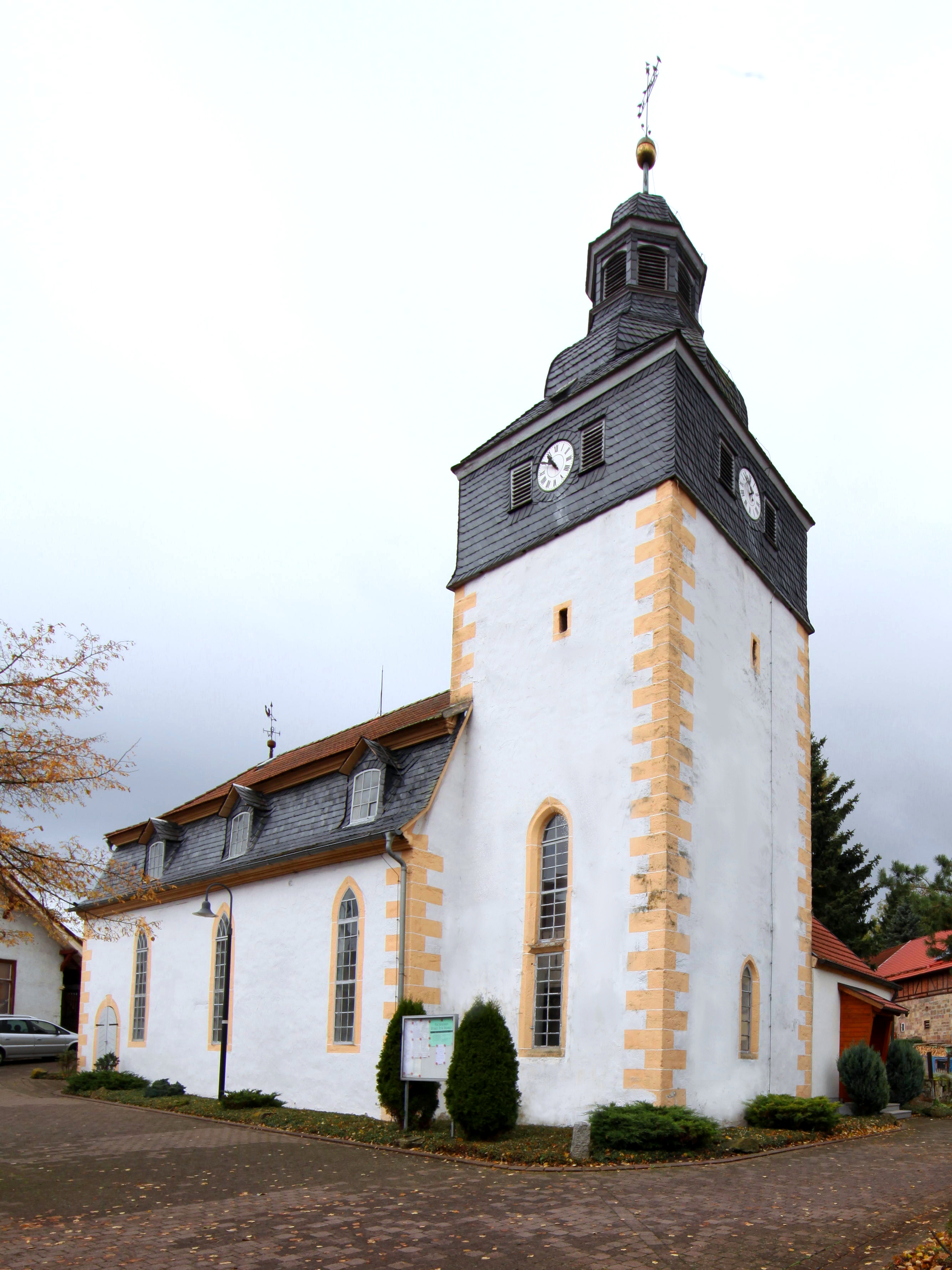
Evangelische Kirche

## Kultur und Sehenswürdigkeiten

### Bauwerke
- Die Dorfkirche Oberkatz von 1618 hat eine schlichte Ausstattung; die Orgel von 1838 ist fast im Originalzustand erhalten geblieben.
- Heimatstube und Backhaus

### Naturdenkmäler
- Die Kulturlandschaft um Oberkatz entstand auch als Ergebnis der fortdauernden Beweidung mit Schafen und Ziegen. Der Schäferweg ist ein fünf Kilometer langer Themenwanderweg in der Oberkatzer Flur und informiert mit Schautafeln über das traditionelle Gewerbe der Wanderschäfer in der Rhön.[4]
- Etwa 2 km südlich des Ortes befindet sich auf der Hohen Löhr ein sehenswerter starker Wacholderbewuchs.
- Am Höhn und im Rieder Holz befinden sich vorgeschichtliche Hügelgräber.

### Regelmäßige Veranstaltungen
- Lichtmessmarkt, immer am ersten Samstag im Februar. Die größte Attraktion hierbei ist ein in Erbsstroh gebundener Tanzbär mit Gefolge.
- Weideabtrieb, immer am 3. Oktober. Viehabtrieb, Umzug und Attraktionen rund um das Katzbachhaus

## Persönlichkeiten
- Johann Wilhelm Dietmar (1671–1759), Jurist